# Condicional
Der spanische Konditional, condicional wurde im 20. Jahrhundert zeitweise als ein Modus der spanischen Sprache, genauer des konjugierbaren spanischen Verbs betrachtet. Der spanische Begriff „condicional“ geht auf das lateinische Wort condicio (also zu deutsch „Bedingung“, „Lage“, „Verhältnisse“, „Beschaffenheit“, „Zustand“, „Verabredung“, später auch im Mittellatein geschrieben als conditio „Bedingung“) zurück und verweist auf das spanische Substantiv „condición“ (dt. Bedingung, Beschaffenheit, Zustand). Ebenfalls wird für den spanischen Konditional die Bezeichnung potencial verwendet.
Im Zeitraum von Beginn der 1930er Jahre bis 1973 wurde der condicional als eigenständiger Modus betrachtet, man nannte ihn auch modo potencial.
Andrés Bello (1847) bezeichnete den condicional als „pos-pretérito“, die Real Academia Española (RAE) (1917) als „potencial simple“, Gili Gaya (1943) als „futuro hipotético“ und der „Esbozo“ (spanisch :Entwurf, Skizze) der RAE aus dem Jahre 1973 schließlich „condicional“.

## Erläuterung
Die Betrachtung des condicional als eigener Modus ist nicht einheitlich, vielfach und seit dem Jahre 1973 wird er unter dem Modus des Indikativs als eine spezifische Tempusform subsumiert.
Ein immanentes Anliegen eines jeden Sprechers ist es, sowohl persönliche Einstellungen als auch Zeitbezüge zu seinen Aussagen zum Ausdruck zu bringen. Als wichtige Mittel dienen in den flektierenden Sprachen die Verbalkategorien des Modus und des Tempus.
Von grundlegender Bedeutung in der Betrachtung der Verbflexion ist die grammatische Kategorie des Tempus. Hier erhält der Sprecher die Möglichkeit, zeitliche Relationen im Augenblick des Sprechens zu dem Inhalt des zu Sagenden mit morphologischen Mitteln zu realisieren.
Der Modus wiederum ermöglicht dem Sprechenden, seine subjektive Einstellung zu dem zu sagenden Sachverhalt darzulegen. Als unmarkierter Modus gilt der Indikativ, Modo indicativo, die übrigen Modi Subjunktiv, Konditional und Imperativ geben die subjektive Einstellung, die Bedingtheit, also Zusammenhänge zwischen Objekten und den Repräsentationen im menschlichen Bewusstsein sowie der Aufforderung wieder.
Mit der Kategorie des Aspekts wiederum werden im Spanischen das Gegensatzpaar des pretérito perfecto (compuesto) für das unabgeschlossene Ereignis und des pretérito imperfecto für eine abgeschlossene Handlung bestimmt. Finden nun alle diese, das Verb verändernden Markierungen statt, so ist dieses Verb als ein begrenztes, finites Verb, alle anderen Verbformen aber sind als unbegrenzte, infinite Verben zu betrachten.
Beide Zeitformen, tiempos gramaticales, des Condicional für das Verbgeschlecht (Genus verbi) Aktiv (Tätigkeitsform), voz activa, können auch in das Passiv (Leideform), voz pasiva, gesetzt werden. Dabei wird ein Vorgangspassiv, pasiva de proceso, mit dem im Condicional simple konjugierten Hilfsverb oder Kopulaverb ser und einem veränderlichen Partizip.
Für das Zustandspassiv, pasiva de estado gilt Ähnliches. Hier werden das Hilfsverb oder Kopulaverb estar und ein veränderliches Partizip verwendet. Dabei sind für die spanische Sprache gewisse Besonderheiten für das Passiv im Allgemeinen und für den Condicional im Besonderen zu berücksichtigen.
| Modo indicativo      | Modo indicativo      | Modo indicativo      | Modo indicativo      | Modo indicativo      | Modo indicativo      | Modo indicativo           | Modo indicativo           | Modo indicativo           | Modo indicativo         | Modo indicativo         | Modo indicativo         | Modo indicativo | Modo indicativo | Modo indicativo | Modo indicativo | Modo indicativo | Modo indicativo | Modo indicativo | Modo indicativo | Modo indicativo | Modo indicativo |
| Presente             | Presente             | Presente             | Presente             | Presente             | Presente             | Pretérito perfecto simple | Pretérito perfecto simple | Pretérito perfecto simple | Pretérito imperfecto    | Pretérito imperfecto    | Pretérito imperfecto    | Futuro simple | Futuro simple | Futuro simple | Condicional simple | Condicional simple | Condicional simple | Condicional simple | Condicional simple | Condicional simple |                 |
| -------------------- | -------------------- | -------------------- | -------------------- | -------------------- | -------------------- | ------------------------- | ------------------------- | ------------------------- | ----------------------- | ----------------------- | ----------------------- | --- | --- | --- | --- | --- | --- | --- | --- | --- | --------------- |
| I.                   | I.                   | II.                  | II.                  | III.                 | III.                 | I.                        | II.                       | III.                      | I.                      | II.                     | III.                    | I. | II. | III. | I. | I. | II. | II. | III. | III. |                 |
| -o                   | -o                   | -o                   | -o                   | -o                   | -o                   | -é                        | -í                        | -í                        | -aba                    | -ía                     | -ía                     | -aré | -eré | -iré | -aría | -aría | -ería | -ería | -iría | -iría |                 |
| -as                  | -ás                  | -es                  | -és                  | -es                  | -ís                  | -aste                     | -iste                     | -iste *                   | -abas                   | -ías                    | -ías                    | -arás | -erás | -irás | -arías | -arías | -erías | -erías | -irías | -irías |                 |
| -a                   | -a                   | -e                   | -e                   | -e                   | -e                   | -ó                        | -ió                       | -ió                       | -aba                    | -ía                     | -ía                     | -ará | -erá | -irá | -aría | -aría | -ería | -ería | -iría | -iría |                 |
| -amos                | -amos                | -emos                | -emos                | -imos                | -imos                | -amos                     | -imos                     | -imos                     | -ábamos                 | -íamos                  | -íamos                  | -aremos | -eremos | -iremos | -aríamos | -aríamos | -eríamos | -eríamos | -iríamos | -iríamos |                 |
| -áis                 | -áis                 | -éis                 | -éis                 | -ís                  | -ís                  | -asteis                   | -isteis                   | -isteis                   | -abais                  | -íais                   | -íais                   | -aréis | -eréis | -iréis | -aríais | -aríais | -eríais | -eríais | -iríais | -iríais |                 |
| -an                  | -an                  | -en                  | -en                  | -en                  | -en                  | -aron                     | -ieron                    | -ieron                    | -aban                   | -ían                    | -ían                    | -arán | -erán | -irán | -arían | -arían | -erían | -erían | -irían | -irían |                 |
| Modo subjuntivo      | Modo subjuntivo      | Modo subjuntivo      | Modo subjuntivo      | Modo subjuntivo      | Modo subjuntivo      | Modo subjuntivo           | Modo subjuntivo           | Modo subjuntivo           | Modo subjuntivo         | Modo subjuntivo         | Modo subjuntivo         | Modo subjuntivo | Modo subjuntivo | Modo subjuntivo | Modo imperativo | Modo imperativo | Modo imperativo | Modo imperativo | Modo imperativo | Modo imperativo |                 |
| Presente             | Presente             | Presente             | Presente             | Presente             | Presente             | Pretérito imperfecto I    | Pretérito imperfecto I    | Pretérito imperfecto I    | Pretérito imperfecto II | Pretérito imperfecto II | Pretérito imperfecto II | Futuro simple | Futuro simple | Futuro simple | Imperativo positivo | Imperativo positivo | Imperativo positivo | Imperativo positivo | Imperativo positivo | Imperativo positivo |                 |
| I.                   | I.                   | II.                  | II.                  | III.                 | III.                 | I.                        | II.                       | III.                      | I.                      | II.                     | III.                    | I. | II. | III. | I. | I. | II. | II. | III. | III. |                 |
| -e                   | -e                   | -a                   | -a                   | -a                   | -a                   | -ara                      | -iera                     | -iera                     | -ase                    | -iese                   | -iese                   | -are | -iere | -iere | — | — | — | — | — | — |                 |
| -es                  | -es                  | -as                  | -as                  | -as                  | -as                  | -aras                     | -ieras                    | -ieras                    | -ases                   | -ieses                  | -ieses                  | -ares | -ieres | -ieres | -a | -á | -e | -é | -e | -í |                 |
| -e                   | -e                   | -a                   | -a                   | -a                   | -a                   | -ara                      | -iera                     | -iera                     | -ase                    | -iese                   | -iese                   | -are | -iere | -iere | -e | -e | -a | -a | -a | -a |                 |
| -emos                | -emos                | -amos                | -amos                | -amos                | -amos                | -áramos                   | -iéramos                  | -iéramos                  | -ásemos                 | -iésemos                | -iésemos                | -áremos | -iéremos | -iéremos | -emos | -emos | -amos | -amos | -amos | -amos |                 |
| -éis                 | -éis                 | -áis                 | -áis                 | -áis                 | -áis                 | -arais                    | -ierais                   | -ierais                   | -aseis                  | -ieseis                 | -ieseis                 | -areis | -iereis | -iereis | -ad | -ad | -ed | -ed | -id | -id |                 |
| -en                  | -en                  | -an                  | -an                  | -an                  | -an                  | -aran                     | -ieran                    | -ieran                    | -asen                   | -iesen                  | -iesen                  | -aren | -ieren | -ieren | -en | -en | -an | -an | -an | -an |                 |
| Formas no personales | Formas no personales | Formas no personales | Formas no personales | Formas no personales | Formas no personales | Formas no personales      | Formas no personales      | Formas no personales      | Formas no personales    | Formas no personales    | Formas no personales    | * Formen auf -astes und -istes sind durch akademische Institutionen verurteilt worden, werden aber in der Umgangssprache in informellen Situationen verwendet. | * Formen auf -astes und -istes sind durch akademische Institutionen verurteilt worden, werden aber in der Umgangssprache in informellen Situationen verwendet. | * Formen auf -astes und -istes sind durch akademische Institutionen verurteilt worden, werden aber in der Umgangssprache in informellen Situationen verwendet. | * Formen auf -astes und -istes sind durch akademische Institutionen verurteilt worden, werden aber in der Umgangssprache in informellen Situationen verwendet. | * Formen auf -astes und -istes sind durch akademische Institutionen verurteilt worden, werden aber in der Umgangssprache in informellen Situationen verwendet. | * Formen auf -astes und -istes sind durch akademische Institutionen verurteilt worden, werden aber in der Umgangssprache in informellen Situationen verwendet. | * Formen auf -astes und -istes sind durch akademische Institutionen verurteilt worden, werden aber in der Umgangssprache in informellen Situationen verwendet. | * Formen auf -astes und -istes sind durch akademische Institutionen verurteilt worden, werden aber in der Umgangssprache in informellen Situationen verwendet. | * Formen auf -astes und -istes sind durch akademische Institutionen verurteilt worden, werden aber in der Umgangssprache in informellen Situationen verwendet. |                 |
| Infinitivo           | Infinitivo           | Infinitivo           | Infinitivo           | Infinitivo           | Infinitivo           | Participio                | Participio                | Participio                | Gerundio                | Gerundio                | Gerundio                | * Formen auf -astes und -istes sind durch akademische Institutionen verurteilt worden, werden aber in der Umgangssprache in informellen Situationen verwendet. | * Formen auf -astes und -istes sind durch akademische Institutionen verurteilt worden, werden aber in der Umgangssprache in informellen Situationen verwendet. | * Formen auf -astes und -istes sind durch akademische Institutionen verurteilt worden, werden aber in der Umgangssprache in informellen Situationen verwendet. | * Formen auf -astes und -istes sind durch akademische Institutionen verurteilt worden, werden aber in der Umgangssprache in informellen Situationen verwendet. | * Formen auf -astes und -istes sind durch akademische Institutionen verurteilt worden, werden aber in der Umgangssprache in informellen Situationen verwendet. | * Formen auf -astes und -istes sind durch akademische Institutionen verurteilt worden, werden aber in der Umgangssprache in informellen Situationen verwendet. | * Formen auf -astes und -istes sind durch akademische Institutionen verurteilt worden, werden aber in der Umgangssprache in informellen Situationen verwendet. | * Formen auf -astes und -istes sind durch akademische Institutionen verurteilt worden, werden aber in der Umgangssprache in informellen Situationen verwendet. | * Formen auf -astes und -istes sind durch akademische Institutionen verurteilt worden, werden aber in der Umgangssprache in informellen Situationen verwendet. |                 |
| I.                   | I.                   | II.                  | II.                  | III.                 | III.                 | I.                        | II.                       | III.                      | I.                      | II.                     | III.                    | * Formen auf -astes und -istes sind durch akademische Institutionen verurteilt worden, werden aber in der Umgangssprache in informellen Situationen verwendet. | * Formen auf -astes und -istes sind durch akademische Institutionen verurteilt worden, werden aber in der Umgangssprache in informellen Situationen verwendet. | * Formen auf -astes und -istes sind durch akademische Institutionen verurteilt worden, werden aber in der Umgangssprache in informellen Situationen verwendet. | * Formen auf -astes und -istes sind durch akademische Institutionen verurteilt worden, werden aber in der Umgangssprache in informellen Situationen verwendet. | * Formen auf -astes und -istes sind durch akademische Institutionen verurteilt worden, werden aber in der Umgangssprache in informellen Situationen verwendet. | * Formen auf -astes und -istes sind durch akademische Institutionen verurteilt worden, werden aber in der Umgangssprache in informellen Situationen verwendet. | * Formen auf -astes und -istes sind durch akademische Institutionen verurteilt worden, werden aber in der Umgangssprache in informellen Situationen verwendet. | * Formen auf -astes und -istes sind durch akademische Institutionen verurteilt worden, werden aber in der Umgangssprache in informellen Situationen verwendet. | * Formen auf -astes und -istes sind durch akademische Institutionen verurteilt worden, werden aber in der Umgangssprache in informellen Situationen verwendet. |                 |
| -ar                  | -ar                  | -er                  | -er                  | -ir                  | -ir                  | -ado/a (-ante)            | -ido/a (-iente)           | -ido/a (-iente)           | -ando                   | -iendo                  | -iendo                  | * Formen auf -astes und -istes sind durch akademische Institutionen verurteilt worden, werden aber in der Umgangssprache in informellen Situationen verwendet. | * Formen auf -astes und -istes sind durch akademische Institutionen verurteilt worden, werden aber in der Umgangssprache in informellen Situationen verwendet. | * Formen auf -astes und -istes sind durch akademische Institutionen verurteilt worden, werden aber in der Umgangssprache in informellen Situationen verwendet. | * Formen auf -astes und -istes sind durch akademische Institutionen verurteilt worden, werden aber in der Umgangssprache in informellen Situationen verwendet. | * Formen auf -astes und -istes sind durch akademische Institutionen verurteilt worden, werden aber in der Umgangssprache in informellen Situationen verwendet. | * Formen auf -astes und -istes sind durch akademische Institutionen verurteilt worden, werden aber in der Umgangssprache in informellen Situationen verwendet. | * Formen auf -astes und -istes sind durch akademische Institutionen verurteilt worden, werden aber in der Umgangssprache in informellen Situationen verwendet. | * Formen auf -astes und -istes sind durch akademische Institutionen verurteilt worden, werden aber in der Umgangssprache in informellen Situationen verwendet. | * Formen auf -astes und -istes sind durch akademische Institutionen verurteilt worden, werden aber in der Umgangssprache in informellen Situationen verwendet. |                 |

## Allgemeines
Der Modus des condicional oder potencial dient der Versprachlichung von Handlungen, Ereignissen oder Zuständen, welche nach Eintritt oder Erfüllung ganz bestimmter Voraussetzungen zustande kommen würden oder aber auch tatsächlich zustande kommen können.
Im Spanischen hat der Konditional zwei Zeitformen, den condicional simple und den condicional perfecto (compuesto). Die Bildung des Konditionals geht auf die hochlateinische Form des Plusquamperfekts Indikativ zurück, erfüllt aber nunmehr eine andere Funktion. Im Altspanischen bleibt das Plusquamperfekt Indikativ bestehen, verändert sich aber mit der Zeit, so dass ab dem 14. Jahrhundert die ausschließliche Verwendung als Subjuntivo Imperfekt bzw. im Condicional, also seine heutige Anwendung findet.
Ein Beispiel: hochlateinisch cantaveram zu cantaram zu altspanisch cantara zu spanisch cantara.
Ein Vergleich einiger romanischer Sprachen bei der Bildung des condicional simple im weitesten Sinne:
| Sprache       | Beispiel        |
| ------------- | --------------- |
| Latein        | cantāre habēbam |
| Italienisch   | canterei        |
| Spanisch      | cantaría        |
| Portugiesisch | cantaria        |
| Französisch   | je chanterais   |
| Catalan       | cantaria        |

Der condicional simple wird benötigt, um etwa folgende Sachverhalte zu versprachlichen:
- einer Bitte oder Wunsch Ausdruck zu verleihen;
- einen hypothetischen Sachverhalt zu konstruieren;
- eine Aufforderung, aber auch einen Rat kundzutun;
- Äußerungen in der Gesprächssituation abzumildern;
- die sogenannte „Zukunft in der Vergangenheit“ zu formulieren;
- eine Vermutung im Hinblick auf die Vergangenheit anzustellen;
- die indirekte Rede wiederzugeben.

Für den condicional perfecto ergeben sich folgende Anwendungsmöglichkeiten:
- Ungewissheiten und Vermutungen in der indirekten Rede;
- ein hypothetischer Sachverhalt;
- irreale Bedingungs- oder Wenn-dann-Sätze;
- die sogenannte „abgeschlossene Zukunft in der Vergangenheit“.

Der spanische Romanist Samuel Gili Gaya hebt den Begriff des condicional der Endungen -ría völlig auf und spricht stattdessen vom „futuro hipotético“ für den condicional simple (cantaría) und vom „antefuturo hipotético“ für den condicional perfecto (habría cantado).
Die Formen eines Futurs der Annahme, futuro hipotético, und des Futurs der Vergangenheit, antefuturo hipotético als Formen mit modalen und temporalen Funktionen, wie es der spanische condicional bietet, gibt es in der deutschen Sprache so nicht. In der deutschen Sprache finden sich folgende Ausdrucksmöglichkeiten:
| der deutsche Konjunktiv I | Sie sagte, er komme. | Dijo que venía.           |
| --- | --- | ------------------------- |
| der deutsche Indikativ | Sie sagte, er kommt. | Dijo que vendría (venía). |
| Echter Konjunktiv II oder die Ersatzformen bzw. Futurformen des Konjunktivs II mit „würde“, auch Konjunktiv III nach Becher u. Bergenholtz (1985) | Sie sagte, er käme. ← Echter Konjunktiv II Sie sagte, er würde kommen. ← Ersatzform mit „würde“ des echten Konjunktiv II | Dijo que iba a venir.     |
| die Periphrase mit sollen, als Distanzierung vom Wahrheitsgehalt                                                                                  | Er soll gesagt haben. | Parece que dijo.          |

Der condicional als eine von der Vergangenheit aus gesehene Zukunft kann auch durch eine Periphrase, perífrasis verbal des Pretérito imperfecto von „ir“ und der Präposition „a“: „iba + a + infinitivo“ (deutsch: später sollte oder würde …) ausgetauscht werden.
Andere Bezeichnungen sind potencial simple und potencial compuesto und prospretérito und antepospretérito. Zusammengenommen zeigen die unterschiedlichen Begrifflichkeiten die Problematik auf, die hinsichtlich Einordnung unter Modus, Tempus und/oder Aspekt für diese flektierte, verbale Konstruktion bestehen.
Der condicional simple oder potencial simple bekundet ein Ereignis oder eine Handlung, die unter bestimmten Vorgaben und Voraussetzungen in der Gegenwart oder aber Zukunft wirklich sein oder werden könnten.
Damit versprachlicht der Sprecher ein mögliches Geschehen, dessen Durchführung oder Realisierung fraglich werden könnte, da sie von fraglichen Präsumtionen abhängt oder aber weil der Sprechende sie auch im Sinne einer manipulativen Annahme vom Willen seines Gegenübers abhängig macht.
Explizit oder implizit besteht dann fast immer eine Beziehung zu einem Bedingungssatz.
Der condicional perfecto oder potencial compuesto drückt ein Ereignis oder eine Handlung aus, die deshalb nicht zustande kam, weil bestimmte Präsumtionen hierzu in der erinnerten Vergangenheit fehlten.
Supponiert man, dass die vom Sprecher bekundete Handlung als eine mögliche, eine potentielle, wenngleich durch bestimmte Umstände verhinderte Realität aufzufassen sei, dann stünde der condicional dem Modus indicativus, modo indicativo, näher als dem Modus coniūnctīvus, modo subjuntivo. Damit erklärt sich auch, dass der condicional vielfach im „Haupt- oder Dann-Satz“ steht und der Subjunktiv überwiegend im „Neben- oder Wenn-Satz“. Anders gesagt, der eigentliche Bedingungssatz steht (meistens) vor dem Hauptsatz.

### Der spanische Wenn-dann-Satz
| Satzteil 1                           | Satzteil 2                                                    |
| ------------------------------------ | ------------------------------------------------------------- |
| Protasis                             | Apodosis                                                      |
| Nebensatz                            | Hauptsatz                                                     |
| Oración subordinada                  | Oración principal                                             |
| Antezendens, antecedente             | Konsequens, consiguiente                                      |
| wenn („si“)                          | dann                                                          |
| „Vordersatz“                         | „Nach- oder Folgesatz“                                        |
| Bedingungen                          | Geschehen, Ereignisse                                         |
| Voraussetzungen, Gründe              | Folgen                                                        |
| Unabhängig                           | Abhängig                                                      |
| „spannungsschaffender Vordersatz“    | „spannungslösender Nachsatz“                                  |
| „Prämisse (Logik)“                   | „Konklusion“                                                  |
| Koordination                         | Subordination                                                 |
| Vorstellung, mentaler Raum           | Aussage                                                       |
| Realis: Indicativo (presente)        | Realis: Indicativo (presente, futuro), Imperativo             |
| Potentialis: Subjuntivo (pasado)     | Potentialis: Condicionalis (presente)                         |
| Irrealis: Subjuntivo (posterioridad) | Irrealis: Condicionalis, Subjuntivo (perfecto, posterioridad) |

Der Wenn-dann-Satz oder auch Konditional- oder Bedingungssatz, Protasis gehört in die Gruppe der Nebensätze, oraciones subordinadas, genauer zu den Adverbialsätzen; letztere formulieren eine Voraussetzung oder Bedingung. Die Adverbialsätze, oraciones adverbiales, treten als Nebensätze auf, die für den span Hauptsatz, Apodosis die Funktion einer Adverbialbestimmung haben. Somit bestimmen sie den im Hauptsatz versprachlichten Sachverhalt oder das Ereignis oder die Handlung näher.
Durch die unterordnenden Konjunktionen oder auch subordinierenden Konjunktionen, conjunciones subordinantes o subordinativas, wird der Hauptsatz mit einem Nebensatz verbunden, die speziellen im Bedingungssatz auftretenden Formen heißen konditionale Konjunktionen, conjunciones condicionales.
Im „Neben- oder Wenn-Satz“ wird die Bedingung genannt, unter welcher das im „Haupt- oder Dann-Satz“ Gesagte eintritt oder eben auch nicht eintritt. Der eine Teil des Satzes nennt die Bedingung, der andere Teil, der Hauptsatz, das eigentliche Geschehen. Der Vordersatz, Protasis ist der vor dem Hauptsatz stehende Bedingungs- oder Wenn-Satz, und der Nach-, Haupt- oder Dann-Satz (Apodosis) steht (meistens) im Anschluss im Gefüge des Konditionalsatzes. Im „Neben- oder Wenn-Satz“ wird die Präsumption genannt, unter welcher das im „Haupt- oder Dann-Satz“ Versprachlichte eintritt oder eben auch nicht.
In der spanischen Sprache unterscheidet man, wie im Deutschen auch, aus grammatikalischer Sicht drei Typen von Bedingungssätzen:
- die realen Bedingungssätze (Typ I), oraciones condicionales reales; die Bedingungen können oder werden eintreten;
- die potentiellen Bedingungssätze (Typ II), oraciones condicionales potenciales; es besteht die Möglichkeit, dass die Bedingungen wahr werden könnte;
- die irrealen Bedingungssätze (Typ III), oraciones condicionales irreales; da sich die Bedingung zumeist auf die Vergangenheit bezieht, ist eine Realisierung nicht denkbar.[25]

Im Spanischen stehen die Bedingungs- oder Nebensätze, eingeleitet durch die konditionale Konjunktion, conjunción condicional, si oder deren Wortkombinationen wie excepto si, salvo si, por si, im Subjunktiv, außer wenn die Bedingungen des folgenden Hauptsatzes erfüllbar sind. – Beispiel:
```
Si tengo tiempo, te ayudo.
```

Anders formuliert, nur wenn der Bedingungs- oder Wenn-Satz durch die Konjunktion si eingeleitet wird und die Aussage in einem Bedingungssatztyp I steht, folgt das Presente de indicativo. Bei den übrigen einen Bedingungssatz einleitenden Konjunktionen und Formulierungen steht immer das Presente de subjuntivo. Bei den Bedingungssatztypen II oder III bleiben die Zeiten jedoch in allen Konjunktionen ohne einen zwingenden Subjuntivo.
Weitere Konjunktionen, die immer den Subjunktiv in ihrer Folge haben, sind beispielsweise en caso de que, siempre que, en tanto que, con tal que, excepto que, a poco que, en previsión que, a reserva que, supuesto que, en tanto que, ya que usw.
Die ersten beiden Formen des spanischen Bedingungssatzes unterscheiden sich vom deutschen Bedingungssatz. Es gilt, folgende Regeln zu berücksichtigen:
Im Bedingungs- oder Wenn-Teil des Satzes, also si (wenn), steht eine Form des Subjunktivs, subjuntivo. Im anschließenden Dann-Teil, der der Folge Ausdruck verleiht, folgt eine Form des spanischen Konditionals, condicional. Im Spanischen kann der condicional also niemals im Neben-, Bedingungs- oder Wenn-Satz stehen. – Beispiel:
```
Si 
tuviera dinero
, 
me 
compraría
 un coche.
 
```

| Typen der Bedingungssätze                                                 | Ebene der Realisierbarkeit der Ereignisse                                          | Beziehungen auf die unterschiedlichen Aspekte                          | Indicativo vs. Subjuntivo | Bedingungs-, Neben- oder Wenn-Satz (Protasis) | Folge-, Haupt- oder Dann-Satz (Apodosis)                                                               |
| ------------------------------------------------------------------------- | ---------------------------------------------------------------------------------- | ---------------------------------------------------------------------- | ------------------------- | --- | --- |
| Reale Bedingungssätze, oraciónes condicionales reales (Typ I)             | Realisierbarkeit der vorausgesetzten Bedingung ist möglich: wenn …                 | Gegenwart, perfektischer Aspekt                                        | Indicativo                | Presente de indicativo (Aber nur nach si, excepto si, por si, salvo si. Nach si-Sätzen darf aber niemals ein Futuro gebraucht werden. Nach anderen konditionalen Konjunktionen steht immer der subjuntivo, siehe unten.) | Presente de indicativo, Futuro simple de indicativo, Imperativo                                        |
|                                                                           |                                                                                    |                                                                        |                           | | |
| Potentielle Bedingungssätze, oraciónes condicionales potenciales (Typ II) | Realisierbarkeit der vorausgesetzten Bedingung ist wahrscheinlich: falls …         | Gegenwart, perfektischer Aspekt                                        | Subjuntivo                | Presente de subjuntivo | Futuro simple, Imperativo                                                                              |
|                                                                           | Realisierbarkeit der vorausgesetzten Bedingung ist unwahrscheinlich: sollte …      | Gegenwart, perfektischer Aspekt                                        | Subjuntivo                | Pretérito imperfecto de subjuntivo | Condicional simple, Pretérito imperfecto de indicativo, Pretérito indefinido de indicativo, Imperativo |
|                                                                           |                                                                                    |                                                                        |                           | | |
| Irreale Bedingungssätze, oraciones condicionales irreales (Typ II)        | Realisierbarkeit der vorausgesetzten Bedingung ist unmöglich: wenn …, dann hätte … | Gegenwart, perfektischer Aspekt                                        | Subjuntivo                | Pretérito imperfecto de subjuntivo | Condicional simple, Pretérito imperfecto de subjuntivo                                                 |
|                                                                           |                                                                                    | Vergangenheit, perfektiver Aspekt                                      | Subjuntivo                | Pretérito pluscuamperfecto de subjuntivo | Condicional perfecto, Pretérito pluscuamperfecto de subjuntivo                                         |
|                                                                           |                                                                                    | Vergangenheit mit Auswirkungen auf die Gegenwart, Imperfektiver Aspekt | Subjuntivo                | Pretérito pluscuamperfecto de subjuntivo | Condicional perfecto, Pretérito imperfecto de subjuntivo                                               |

## Spezielles
Der spanische Condicional gibt als Modus vor allem eine Bedingung zum Ausdruck. Er kann sich aber auch als Tempus zeigen, wo er dann in dieser Form und Funktion einen Vorgang oder eine Handlung bezeichnet, die in die Gegenwart oder Zukunft verweist.

## Bildung
Es gibt eine einfache Zeit, den Condicional simple oder Potencial simple auch Futuro hipotético („Futur der Annahme“), Pospretérito und eine zusammengesetzte Zeit, den Condicional perfecto oder Potencial compuesto auch Futuro del pasado („Futur der Vergangenheit“).

## Condicional simple oder Potencial simple
Man kann vermuten, dass eine Handlung sich in einer bestimmten Weise zeigt, aber man weiß es nicht genau. Man kann sich in eine andere Person hineinversetzen und Lösungen anbieten, oder Ratschläge erteilen. Auch zur Mitteilung wenig realistischer oder auch unerfüllbarer Wünsche kann dieser Tempus eingesetzt werden.
Bei Verben, die auf -ar -er und -ir enden, werden im Condicional simple folgende Endungen an den Wortstamm angehängt:
| Person                | Endung |
| --------------------- | ------ |
| yo                    | -ía    |
| tu                    | -ías   |
| usted, él, ella       | -ía    |
| nosotros /-as         | -íamos |
| vosotros /-as         | -íais  |
| ustedes, ellos, ellas | -ían   |

Beispiel der regelmäßigen Verben tomar, comer und vivir:
|       | Person                | Condicional simple | Formale deutsche Übersetzung (Futur I im Konjunktiv II von „werden“ plus den dem „Infinitiv“) |
| ----- | --------------------- | ------------------ | --------------------------------------------------------------------------------------------- |
| tomar | yo                    | tomaría            | würde nehmen                                                                                  |
|       | tu                    | tomarías           | würdest nehmen                                                                                |
|       | usted, él, ella       | tomaría            | würde nehmen                                                                                  |
|       | nosotros /-as         | tomaríamos         | würden nehmen                                                                                 |
|       | vosotros /-as         | tomaríais          | würdet nehmen                                                                                 |
|       | ustedes, ellos, ellas | tomarían           | würden nehmen                                                                                 |

|       | Person                | Condicional simple | Formale deutsche Übersetzung (Futur I im Konjunktiv II von „werden“ plus den dem „Infinitiv“) |
| ----- | --------------------- | ------------------ | --------------------------------------------------------------------------------------------- |
| comer | yo                    | comería            | würde essen                                                                                   |
|       | tu                    | comerías           | würdest essen                                                                                 |
|       | usted, él, ella       | comería            | würdet essen                                                                                  |
|       | nosotros /-as         | comeríamos         | würden essen                                                                                  |
|       | vosotros /-as         | comeríais          | würdet essen                                                                                  |
|       | ustedes, ellos, ellas | comerían           | würden essen                                                                                  |

|       | Person                | Condicional simple | Formale deutsche Übersetzung (Futur I im Konjunktiv II von „werden“ plus den dem „Infinitiv“) |
| ----- | --------------------- | ------------------ | --------------------------------------------------------------------------------------------- |
| vivir | yo                    | viviría            | würde leben                                                                                   |
|       | tu                    | vivirías           | würdest leben                                                                                 |
|       | usted, él, ella       | viviría            | würde leben                                                                                   |
|       | nosotros /-as         | viviríamos         | würden leben                                                                                  |
|       | vosotros /-as         | viviríais          | würdet leben                                                                                  |
|       | ustedes, ellos, ellas | vivirían           | würden leben                                                                                  |

Auch für den condicional simple gibt es eine passivische Form, das Vorgangspassiv, pasiva de proceso. Es wird mit dem Kopulaverb ser konjugiert.
|       | Person                | Vorgangspassiv Subjuntivo Condicional (Condicional simple de subjuntivo, pasiva de proceso) | Formale deutsche Übersetzung |
| ----- | --------------------- | ------------------------------------------------------------------------------------------- | ---------------------------- |
| tomar | yo                    | sería tomado                                                                                | würde getrunken werden       |
|       | tu                    | serías tomado                                                                               | würdest getrunken werden     |
|       | usted, él, ella       | sería tomado                                                                                | würde getrunken werden       |
|       | nosotros /-as         | seríamos tomado                                                                             | würden getrunken werden      |
|       | vosotros /-as         | seríais tomado                                                                              | würdet getrunken werden      |
|       | ustedes, ellos, ellas | serían tomado                                                                               | würden getrunken werden      |

|       | Person                | Vorgangspassiv Subjuntivo Condicional (Condicional simple de subjuntivo, pasiva de proceso) | Formale deutsche Übersetzung |
| ----- | --------------------- | ------------------------------------------------------------------------------------------- | ---------------------------- |
| comer | yo                    | sería comido                                                                                | würde gegessen werden        |
|       | tu                    | serías comido                                                                               | würdest gegessen werden      |
|       | usted, él, ella       | sería comido                                                                                | würde gegessen werden        |
|       | nosotros /-as         | seríamos comido                                                                             | würden gegessen werden       |
|       | vosotros /-as         | seríais comido                                                                              | würdet gegessen werden       |
|       | ustedes, ellos, ellas | serían comido                                                                               | würden gegessen werden       |

|       | Person                | Vorgangspassiv Subjuntivo Condicional (Condicional simple de subjuntivo, pasiva de proceso) | Formale deutsche Übersetzung |
| ----- | --------------------- | ------------------------------------------------------------------------------------------- | ---------------------------- |
| vivir | yo                    | sería vivido                                                                                | würde gewohnt werden         |
|       | tu                    | serías vivido                                                                               | würdest gewohnt werden       |
|       | usted, él, ella       | sería vivido                                                                                | würde gewohnt werden         |
|       | nosotros /-as         | seríamos vivido                                                                             | würden gewohnt werden        |
|       | vosotros /-as         | seríais vivido                                                                              | würdet gewohnt werden        |
|       | ustedes, ellos, ellas | serían vivido                                                                               | würden gewohnt werden        |

### Beispiele zur Verwendung des Condicional simple
Konditionale Ausdrücke werden benutzt, wenn etwas an eine Bedingung geknüpft wird. Im Deutschen entspricht dies oft Formen mit „würde“, „wäre“ und „hätte“. Daher findet man den Condicional simple in folgenden Fällen:
- Wenn man im Deutschen die Umschreibung mit „könnte/würde“ benutzt, um eine Frage zu stellen. - Beispiel:

```
¿
Podrías
 darme el vaso?
 
Könntest du mir das Glas geben?
```

- Zur Äußerung eines Wunsches. - Beispiel:

```
Me 
gustaría
 vivir en Menorca.
 
Ich würde gern auf Menorca wohnen.
```

- Aber auch um eine eigene Meinung oder einen Wunsch abzuschwächen. - Beispiel:

```
No lo 
haría
.
 
Ich würde es nicht machen.
```

- Bei der indirekten Rede über zukünftige Ereignisse und Handlungen. - Beispiel:

```
Dijo que me 
llamaría
. 
Er sagte, er riefe mich an.
```

- Um Ratschläge zu erteilen. - Beispiel:

```
Sería
 mejor que no tomaras tanto.
 
Es wäre besser, wenn du nicht so viel trinken würdest.
```

- In Bedingungssätzen.

## Condicional perfecto oder Potencial compuesto
Eine Handlung oder Tatbestand wäre dann möglich geworden, wenn andere Voraussetzungen oder Bedingungen eingetroffen wären. Der Sprecher gibt einen Sachverhalt wieder, von dem er weiß, dass er nicht oder nicht mehr eintreten wird. Er gibt Mutmaßungen in die Vergangenheit zum Ausdruck.
Der Condicional perfecto wird gebildet aus den Formen des Condicional simple des Verbs haber und dem Partizip Perfekt, participio perfecto, des entsprechenden Verbs. Die Formen der regelmäßigen Verben aus dem obigen Beispiel sehen dann wie folgt aus:
Beispiel der regelmäßigen Verben tomar, comer und vivir:
|       | Person                | Condicional perfecto | Formale deutsche Übersetzung (Futur II im Konjunktiv II von „werden“ plus den „Partizip Perfekt“ und dem „Infinitiv“ von „haben“ oder „sein“) |
| ----- | --------------------- | -------------------- | --- |
| tomar | yo                    | habría tomado        | würde genommen haben |
|       | tu                    | habrías tomado       | würdest genommen haben |
|       | usted, él, ella       | habría tomado        | würde genommen haben |
|       | nosotros /-as         | habríamos tomado     | würden genommen haben |
|       | vosotros /-as         | habríais tomado      | würdet genommen haben |
|       | ustedes, ellos, ellas | habrían tomado       | würden genommen haben. |

|       | Person                | Condicional perfecto | Formale deutsche Übersetzung (Futur II im Konjunktiv II von „werden“ plus den „Partizip Perfekt“ und dem „Infinitiv“ von „haben“ oder „sein“) |
| ----- | --------------------- | -------------------- | --- |
| comer | yo                    | habría comido        | würde gegessen haben |
|       | tu                    | habrías comido       | würdest gegessen haben |
|       | usted, él, ella       | habría comido        | würde gegessen haben |
|       | nosotros /-as         | habríamos comido     | würden gegessen haben |
|       | vosotros /-as         | habríais comido      | würdet gegessen haben |
|       | ustedes, ellos, ellas | habrían comido       | würden gegessen haben |

|       | Person                | Condicional perfecto | Formale deutsche Übersetzung (Futur II im Konjunktiv II von „werden“ plus den „Partizip Perfekt“ und dem „Infinitiv“ von „haben“ oder „sein“) |
| ----- | --------------------- | -------------------- | --- |
| vivir | yo                    | habría vivido        | würde gelebt haben |
|       | tu                    | habrías vivido       | würdest gelebt haben |
|       | usted, él, ella       | habría vivido        | würde gelebt haben |
|       | nosotros /-as         | habríamos vivido     | würden gelebt haben |
|       | vosotros /-as         | habríais vivido      | würdet gelebt haben |
|       | ustedes, ellos, ellas | habrían vivido       | hätten gelebt |

Auch für den Condicional perfecto gibt es eine passivische Form, das Vorgangspassiv, pasiva de proceso, wird mit dem Kopulaverb ser konjugiert.
|       | Person                | Vorgangspassiv Subjuntivo Condicional (Condicional perfecto de subjuntivo, pasiva de proceso) | Formale deutsche Übersetzung  |
| ----- | --------------------- | --------------------------------------------------------------------------------------------- | ----------------------------- |
| tomar | yo                    | habría sido tomado                                                                            | würde getrunken worden sein   |
|       | tu                    | habrías sido tomado                                                                           | würdest getrunken worden sein |
|       | usted, él, ella       | habría sido tomado                                                                            | würde getrunken worden sein   |
|       | nosotros /-as         | habríamos sido tomado                                                                         | würden getrunken worden sein  |
|       | vosotros /-as         | habríais sido tomado                                                                          | würdet getrunken worden sein  |
|       | ustedes, ellos, ellas | habrían sido tomado                                                                           | würden getrunken worden sein  |

|       | Person                | Vorgangspassiv Subjuntivo Condicional (Condicional perfecto de subjuntivo, pasiva de proceso) | Formale deutsche Übersetzung |
| ----- | --------------------- | --------------------------------------------------------------------------------------------- | ---------------------------- |
| comer | yo                    | habría sido comido                                                                            | würde gegessen worden sein   |
|       | tu                    | habrías sido comido                                                                           | würdest gegessen worden sein |
|       | usted, él, ella       | habría sido comido                                                                            | würde gegessen worden sein   |
|       | nosotros /-as         | habríamos sido comido                                                                         | würden gegessen worden sein  |
|       | vosotros /-as         | habríais sido comido                                                                          | würdet gegessen worden sein  |
|       | ustedes, ellos, ellas | habrían sido comido                                                                           | würden gegessen worden sein  |

|       | Person                | Vorgangspassiv Subjuntivo Condicional (Condicional perfecto de subjuntivo, pasiva de proceso) | Formale deutsche Übersetzung |
| ----- | --------------------- | --------------------------------------------------------------------------------------------- | ---------------------------- |
| vivir | yo                    | habría sido vivido                                                                            | würde gewohnt worden sein    |
|       | tu                    | habrías sido vivido                                                                           | würdest gewohnt worden sein  |
|       | usted, él, ella       | habría sidovivido                                                                             | würde gewohnt worden sein    |
|       | nosotros /-as         | habríamos sido vivido                                                                         | würden gewohnt worden sein   |
|       | vosotros /-as         | habríais sido vivido                                                                          | würdet gewohnt worden sein   |
|       | ustedes, ellos, ellas | habrían sido vivido                                                                           | würden gewohnt worden sein   |

### Beispiele zur Verwendung des Condicional perfecto
Der Condicional perfecto wird für verschiedene Situationen verwendet:
- Um eine Handlung oder ein Ereignis auszudrücken, das aufgrund seiner Bedingung nicht erfüllt werden konnte. – Beispiel:

```
Te 
habría visitado
, pero no tuve tiempo.
 
Ich würde dich besucht haben, aber ich hatte keine Zeit.
```

- Um eine Vermutung oder Möglichkeit in der Vergangenheit auszudrücken. – Beispiel:

```
Oí un choque. ¿Qué 
habría sido
?
 
Ich hörte einen Schlag. Was mag das wohl gewesen sein?
```

- In Bedingungssätzen, wenn die Bedingung in der Vergangenheit nicht erfüllt war. – Beispiel:

```
Si me hubieras hecho caso, no te 
habrías ido
 a esquiar y no te 
habrías roto
 la pierna.
 
Wenn du auf mich gehört hättest, würdest du nicht zum Skifahren gegangen sein und würdest dir nicht das Bein gebrochen haben.
```

## Beispiel für den spanischen Bedingungssatz,oración condicional
Dabei werden die im Vordersatz (Protasis) oder „Bedingungs- oder Wenn-Satz“ in den in der Tabelle aufgeführten Beispielen mit #…# und der Nachsatz (Apodosis) oder „Haupt- oder Dann-Satz“ mit den Zeichen ‡…‡ gekennzeichnet.
| Typen der Bedingungssätze                                                 | Ebene der Realisierbarkeit der Ereignisse                                         | Beziehungen auf die unterschiedlichen Aspekte                          | Indicativo vs. Subjuntivo | Neben-, Bedingungs- oder Wenn-Satz (Protasis) | Haupt-, Folge- oder Dann-Satz (Apodosis)                                                               | Beispiele |
| ------------------------------------------------------------------------- | --------------------------------------------------------------------------------- | ---------------------------------------------------------------------- | ------------------------- | --- | --- | --- |
| Reale Bedingungssätze, oraciones condicionales reales (Typ I)             | Realisierbarkeit der vorausgesetzten Bedingung ist möglich: wenn …                | Gegenwart, perfektischer Aspekt                                        | Indicativo                | Presente de indicativo (Aber nur nach si, excepto si, por si, salvo si. Nach si-Sätzen darf aber niemals ein Futuro gebraucht werden. Nach anderen konditionalen Konjunktionen steht immer subjuntivo, siehe unten.) | Presente de indicativo, Futuro simple de indicativo, Futuro prosimo, Imperativo                        | Te voy a encontrar si vienes a tiempo. (Pres. indicat. si Pres. indicat.) Te iré a encontrar si vienes a tiempo. (Fut.pros. si Pres. indicat.) Viajaré a Chile si me dan el peso. (Fut.simpl. si Pres. indicat.) Cómprare el yerba mate si vas a Argentina. (Imper. Pres. indicat.) |
|                                                                           |                                                                                   |                                                                        |                           | | | |
| Potentielle Bedingungssätze, oraciones condicionales potenciales (Typ II) | Realisierbarkeit der vorausgesetzten Bedingung ist wahrscheinlich: falls …        | Gegenwart, perfektischer Aspekt                                        | Subjuntivo                | Presente de subjuntivo | Futuro simple, Imperativo                                                                              | |
|                                                                           | Realisierbarkeit der vorausgesetzten Bedingung ist unwahrscheinlich: sollte …     | Gegenwart, perfektischer Aspekt                                        | Subjuntivo                | Pretérito imperfecto de subjuntivo | Condicional simple, Pretérito imperfecto de indicativo, Pretérito indefinido de indicativo, Imperativo | Sipudiera, viajaría por toda la América Latina. SiImperf.subj., Condicional |
|                                                                           |                                                                                   |                                                                        |                           | | | |
| Irreale Bedingungssätze, oraciones condicionales irreales (Typ III)       | Realisierbarkeit der vorausgesetzten Bedingung ist unmöglich: wenn …, dann hätte… | Gegenwart, perfektischer Aspekt                                        | Subjuntivo                | Pretérito imperfecto de subjuntivo | Condicional simple, Pretérito imperfecto de subjuntivo                                                 | Sipudiera viajaría por toda la América del Sur. |
|                                                                           |                                                                                   | Vergangenheit, perfektiver Aspekt                                      | Subjuntivo                | Pretérito pluscuamperfecto de subjuntivo | Condicional perfecto, Pretérito pluscuamperfecto de subjuntivo                                         | Habríamos comprado el coche si hubiéramos tenido dinero. |
|                                                                           |                                                                                   | Vergangenheit mit Auswirkungen auf die Gegenwart, imperfektiver Aspekt | Subjuntivo                | Pretérito pluscuamperfecto de subjuntivo | Condicional perfecto, Pretérito imperfecto de subjuntivo                                               | Sihubiera sabido que fuisteis ayer al restaurante hubiera ido con vosostros. |